# Pandemia de COVID-19 en Carolina del Norte
El primer caso de la pandemia de COVID-19 en  Carolina del Norte, Estados Unidos, inició el 3 de marzo de 2020. Hay 15.346 casos confirmados, 9.115 recuperados y 577 fallecidos.

## Cronología

### Marzo
El 3 de marzo, el gobernador Roy Cooper identificó el primer caso de COVID-19 como una persona que había viajado al estado de Washington y había estado expuesta en un centro de atención a largo plazo. El 6 de marzo, se anunció el segundo caso en un hombre del condado de Chatham que había viajado a Italia a fines de febrero. El 7 de marzo, Carolina del Norte tuvo cinco nuevos casos positivos reportados en el condado de Wake: los cinco viajaron a Boston a fines de febrero para asistir a una conferencia de la compañía farmacéutica Biogen.
Después de que se informaron otros cinco casos positivos presuntamente confirmados el 9 de marzo, el gobernador de Carolina del Norte Roy Cooper declaró el estado de emergencia el 10 de marzo. El 11 de marzo, la Universidad de Carolina del Norte anunció que suspendería todas las clases en persona el 20 de marzo. La Universidad Duke también canceló todas las clases en el campus el mismo día. El 12 de marzo, horas después de que Cooper solicitó que se pospusieran o cancelaran eventos de 100 personas o más, los organizadores cancelaron el 73.er Festival Anual de Azalea de Carolina del Norte. El 14 de marzo, el estado cerró las escuelas públicas durante dos semanas. Cooper también emitió una orden ejecutiva para evitar grandes reuniones.
El 15 de marzo, el condado de Mecklenburg declaró el estado de emergencia. El 17 de marzo, Cooper ordenó que todos los bares y restaurantes del estado suspendieran el servicio de cena. El 19 de marzo, el estado confirmó su primera propagación comunitaria de COVID-19.

### Abril
El 9 de abril, el gobernador Cooper emitió una nueva orden ejecutiva que restringía el número de clientes dentro de las tiendas de comestibles y minoristas, aumentó los requisitos de higiene del servicio de alimentos e implementó pautas más estrictas para las instalaciones de atención a largo plazo. Ha habido brotes de COVID-19  en varias de esas instalaciones en todo el estado.
El 23 de abril, Cooper extendió la orden de quedarse en casa para durar hasta el 8 de mayo. Al mismo tiempo, anunció planes para un proceso de tres fases para reabrir el estado basado en el estado que cumple ciertos puntos de referencia para "pruebas, rastreo y tendencias ". Si bien las pautas federales exigieron una disminución en los casos confirmados, el porcentaje de pruebas positivas y las hospitalizaciones, Cooper y la secretaria de salud estatal, Mandy Cohen, dijeron que estarían contentos con la "nivelación sostenida" de hospitalizaciones y casos confirmados. Cooper también presionó para aumentar significativamente las pruebas, así como la capacidad de realizar el seguimiento de contactos. También quería suministrar más PPE a los hospitales del estado. Según este plan, la orden de quedarse en casa se reduciría significativamente el 8 de mayo y se rescindiría por completo el 22 de mayo.

### Mayo
El 5 de mayo, Cooper anunció que la orden de quedarse en casa se reduciría significativamente el 8 de mayo, lo que comenzará la "Fase 1" del proceso de reapertura. Las tiendas minoristas podrán reabrir, siempre que puedan mantener el distanciamiento social. A las personas también se les permitirá socializar con amigos afuera, aunque las reuniones se limitarán a diez personas. Si las tendencias actuales continúan, el estado comenzará la "Fase 2" tan pronto como el 22 de mayo.
El 12 de mayo, el Departamento de Salud y Servicios Humanos de Carolina del Norte informó que 23 plantas de procesamiento de carne estaban infectadas.